# Karel Jerie
Karel Jerie (* 16. března 1977 Praha) je český malíř a komiksový kreslíř.

## Život
Vzdělání získal na Akademii výtvarných umění v ateliéru malby Antonína Střížka a Michaela Rittsteina (1999–2005). Je autor komiksových alb z roku 2007 Oidipus Rex, Šifra mistra Hanky (se scenáristou Tomášem Hibi Matějíčkem), v roce 2010 vyšla kniha jeho prací (obrazy a komiksy) Lovecká sezóna, spolupracoval na sbornících Inseminátor a O (ne)mrtvých jen dobré. V roce 2008 získal I. cenu na Mezinárodním komiksovém festivalu v Lodži za komiks věnovaný historii českého komiksu Sbohem má lásko. V roce 2006 spoluzaložil občanské sdružení na podporu komiksu SEQENCE a od roku 2008 je členem SVU Mánes. V únoru a březnu roku 2011 vystavoval malby a ilustrace spojené s tematikou pravěku pod názvem „Jurské nebe“ v Galerii města Trutnov. V roce 2018 spoluzaložil Českou akademii komiksu.

## Dílo

### Knižní ilustrace
- Robert Hladil Duševní sponzor, 2009
- James W. Fuerst Max, 2010
- Anton Myrer: Poslední kabriolet, BB Art 2012
- Jan Nejedlý: Nová pražská strašidla, Argo 2012

### Komiksy (výběr)
- Červená karkulka, 1997, vyšlo v Novém Prostoru
- Jaroslav, 1999–2000, dosud cele nevyšlo
- Oidipus Rex, Garamond 2007
- Octobriana: Zrození Legendy, 2002 (černobíle), vyšlo v Aargh!
- Poslední cesta, vyšlo 2003 v Bedemanu
- Maso, vyšlo 2004 v antalogii Inseminátor, scénář: Jakub Němeček
- O (ne)mrtvých jen dobré, vyšlo 2004 ve stejnojmenném sborníku
- Šifra mistra Hanky, Garamond 2007, scénář: Tomáš Hibi Matějíček
- Sbohem má lásko, vyšlo 2008 v katalogu festivalu v Lodži, též v antalogii Generace nula, scénář: Tomáš Prokůpek
- Candide (kniha první), Král Bulharů, BBart 2013
- Candide (kniha druhá), Velký inkvizitor, BBart 2015
- Češi 1968 #06: Jak Dubček v Moskvě kapituloval, Mladá Fronta, scénář: Pavel Kosatík
- Candide (kniha třetí), Eldorádo, BBart 2018
- Jan Amos v exilu, Město Žacléř 2018, scénář: Denis Jerie